# Liste des quartiers de Nantes

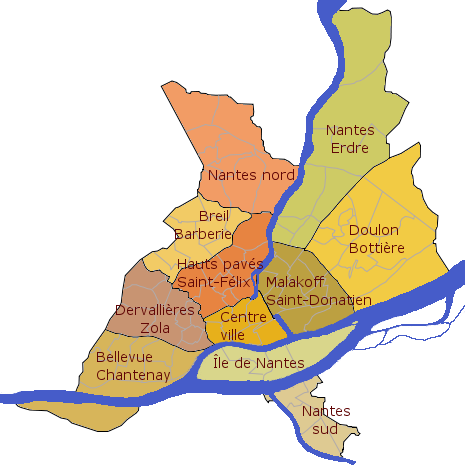
Les quartiers de Nantes.

Depuis 1995, la ville de Nantes est divisée en onze quartiers administratifs, subdivisés eux-mêmes en 94 micro-quartiers.
Chacun des onze quartiers possède :
- un conseil de quartier, composé d'associations et d'habitants désireux de s'impliquer dans la vie quotidienne de leur quartier ;
- des élus référents, membres du conseil municipal, désignés par celui-ci, ils sont tous issus de la majorité municipale. Parmi ces élus et dans chaque quartier, sont désignés des adjoints de quartier chargés de représenter le maire et d'animer le conseil de quartier[2]. Les élus référents sont chargés d'entretenir le dialogue avec les administrés ;
- une équipe de techniciens municipaux qui est amenée tant à gérer les « affaires courantes » que de mener à bien les projets décidés sur le quartier.

## Les 11 quartiers
Les chapitres suivants décrivent les caractéristiques des onze quartiers nantais, puis des micro-quartiers les constituant, dont les dénominations et les limites ont été fixées par l'Insee dans le cadre des découpages infracommunaux des IRIS (Ilots Regroupés pour l'Information Statistique), critères qui par la suite ont été intégrées par les services de la ville de Nantes. Toutes les données sont issues du recensement de 1999.
| Quartier                           | Habitants | Superficie | hab/ km2 | Logements | hab/logement |
| ---------------------------------- | --------- | ---------- | -------- | --------- | ------------ |
| Centre-ville                       | 28 485    | 2,42 km2   | 11771    | 19 081    | 1.49         |
| Bellevue - Chantenay - Sainte-Anne | 25 000    | 7,29 km2   | 3429     | 11 154    | 2.24         |
| Dervallières - Zola                | 35 000    | 4,39 km2   | 7973     |           |              |
| Hauts-Pavés - Saint-Félix          | 35 800    | 4,67 km2   | 7666     | 21 700    | 1.65         |
| Malakoff - Saint-Donatien          | 34 669    | 5 km2      | 6934     |           |              |
| Île de Nantes                      | 15 818    | 4,60 km2   | 3439     |           |              |
| Breil - Barberie                   | 24 418    | 3,56 km2   | 6859     | 13 274    | 1.84         |
| Nantes Nord                        | 24 833    | 7,56 km2   | 3285     |           |              |
| Nantes Erdre                       | 26 738    | 11,9 km2   | 2247     |           |              |
| Doulon - Bottière                  | 30 147    | 12 km2     | 2512     |           |              |
| Nantes Sud                         | 10 532    | 2,97 km2   | 3546     |           |              |

### Quartier 1: Centre-ville
Composé des micro-quartiers suivants : Bretagne, Champ de Mars, Decré-Cathédrale, Dobrée-Bon Port, Gloriette-Feydeau, Graslin-Commerce, Guist'hau et Madeleine.
Le centre-ville allie vieux quartiers populaires, constructions d’après-guerre, secteurs historiques sauvegardés, dont pour certains (Feydeau, Gloriette) l’aspect insulaire a été conservé.
Le centre-ville accueille 25 621 habitants soit 9,5 % de la population nantaise. Ce quartier a connu une forte croissance entre 1990 et 1999 avec un apport de près de 4 000 personnes (+ 18,3 %). Les particularités du quartier en termes de composition par âge se sont encore renforcées : le quartier Centre-ville héberge de nombreux étudiants et jeunes adultes mais relativement peu d’enfants de moins de 15 ans et peu de personnes de plus de 50 ans. Les proportions respectives, au sein de la population, de ces deux derniers groupes d’âge sont, en 1999, les plus faibles de tous les quartiers de Nantes. Situation diamétralement opposée pour la tranche d’âge des 15-24 ans pour laquelle le Centre-ville arrive en première position en nombre et en proportions. À cause de la hausse de l'immobilier les jeunes ménages privilégient d’autres quartiers périphériques lorsque la famille s’agrandit. Les personnes âgées quittant le Centre-ville sont remplacées par des étudiants ou de jeunes adultes.

### Quartier 2: Bellevue - Chantenay - Sainte-Anne
Composé des micro-quartiers suivants : Boucardière-Mallève, mairie de Chantenay, Cheviré-Zone portuaire, Croix Bonneau-Bourderies, Jean-Macé, Lauriers, Mendès-France, Plessis Cellier-Roche Maurice, et Salorges-Sainte-Anne.
Le quartier Bellevue - Chantenay - Sainte-Anne, contrasté, est constitué d’un secteur nantais traditionnel à dominante pavillonnaire sur Sainte-Anne et Chantenay, de grands ensembles à Bellevue et aux Bourderies et de zones industrielles sur les rives de Loire. Il se développe autour d’un double enjeu : diversifier les fonctions sur les quartiers d’habitat social d’une part, soutenir l’activité et développer l’habitat autour des rives de Loire, d’autre part.
Le quartier Bellevue - Chantenay - Sainte-Anne regroupe, en 1999, 24 163 habitants, 1 219 personnes de plus qu’en 1990, soit une progression de 5,3 %. Les moins de 15 ans représentent plus du cinquième de sa population, un ratio qui le met en tête des quartiers de Nantes.
Le taux de chômage du quartier (25,0 % au recensement de 1999) est le plus élevé de tous ceux de Nantes. Les tendances en termes d’activité observées dans le quartier dès 1990 : moins d’actifs ayant un emploi et moins d’étudiants, plus de chômeurs et d’autres inactifs (jeunes, femmes au foyer, etc.) se sont encore renforcées durant la décennie. Le nombre des chômeurs a progressé de 35,3 % sur la période.
Le quartier est situé à proximité de zones industrielles. Les catégories socio-professionnelles d’actifs les plus nombreuses sont les employés et les ouvriers. Signe d’une certaine évolution de la composition sociale du quartier, le nombre des personnes, et en particulier des femmes, appartenant aux catégories cadres et professions intermédiaires a progressé sensiblement entre les deux recensements. Néanmoins, leur part dans l’ensemble des catégories socioprofessionnelles demeure inférieure à la moyenne nantaise.

### Quartier 3: Dervallières - Zola
Composé des micro-quartiers suivants : Canclaux, Contrie, Dervallières-Chézine, Durantière, Grillaud-Procé, Joncours-Procé, Mellinet, Petit Bois, Quai de la Fosse, et Zola.
Dervallières - Zola est le premier quartier de Nantes par l’importance de sa population : 33 567 habitants soit 12,4 % de la population nantaise, il a connu une croissance plus modeste entre 1990 et 1999 que le reste de la ville, malgré une forte croissance démographique sur sa partie sud : quai de la Fosse, Canclaux (2 500 logements construits entre 1990 et 1999), de par le fait d'une diminution également sensible sur ses quartiers d’habitat social : Contrie, Joncours et Dervallières. La mise en œuvre de la première phase du projet urbain aux Dervallières (réorganisation de la partie haute accompagnée de démolition de logements) explique en partie cette baisse de population. La deuxième phase se poursuit par un projet de restructuration de la partie basse (démolition, reconstruction, création de voies nouvelles pour favoriser l’ouverture du quartier sur la ville). L’une des plus anciennes revendications des habitants du quartier, l’ouverture de celui-ci sur l’extérieur (la conception rendait la circulation aux carrefours dangereuse), est satisfaite par la création de ronds-points sur le pourtour. Les secteurs vieillissants de Contrie et Durantière à l’ouest du quartier connaissent actuellement l’arrivée de nouvelles populations plus jeunes et plus familiales.
La composition par catégories socioprofessionnelles du quartier Dervallières-Zola reflète la composition de la ville de Nantes. Les cadres y sont néanmoins un peu plus représentés et les ouvriers un peu moins. La composition par catégorie met en évidence la diversité d’un quartier qui inclut à la fois des micro-quartiers d’habitat HLM mais aussi des zones résidentielles proches du Centre-ville. Les employés sont le groupe au sein des actifs dont l’effectif est le plus important. Les catégories relativement sur-représentées dans le quartier sont diverses.
On y trouve à la fois des professions libérales, des cadres d’entreprise, du personnel des services aux particuliers. Ce quartier se caractérise surtout par sa diversité.
Malgré ces investissements, le quartier des Dervallières (4 884 habitants en 2006) est touché par les émeutes de 2005 pendant plusieurs jours.
Les bâtiments remarquables du quartier sont :
- le pigeonnier ou fuie de l’ancien domaine des Dervallières (XVIIe siècle) ;
- la façade du pavillon central de l’ancien château des Dervallières (XIXe siècle) ;
- le viaduc de la Chézine, ou pont Jules-César, de 93 mètres de long (1879).

### Quartier 4: Hauts-Pavés - Saint-Félix
Composé des micro-quartiers suivants : Bellamy-Barbin, Hauts-Pavés, Monselet, Procé, Rennes-Bellamy, Saint-Félix, Talensac-Pont Morand, Université-Michelet, Vannes-Saint-Pasquier, et Viarme.
Proche du centre-ville, le quartier connait une attractivité certaine liée au site de l’Erdre, au secteur universitaire et surtout à l’arrivée de la ligne 2 du tramway. Son parc de logements s’est développé sur la partie est (Lombarderie et université), principalement en collectif de petite taille. À l’ouest le parc est constitué de maisons anciennes habitées par des familles ou des personnes âgées.
Avec un parc social de seulement 1 200 logements plutôt situés sur Hauts Pavés, c’est le quartier le moins pourvu en logements sociaux.
Hauts Pavés-Saint-Félix est le deuxième quartier de Nantes par l’importance de sa population (32 216 habitants). Entre 1990 et 1999, le quartier s’est accru de plus de 2 800 personnes (+ 9,5 %). Ce quartier résidentiel, proche du centre-ville, est féminin et relativement âgé : environ 22 % de la population est âgée de 60 ans ou plus contre 18 % en moyenne municipale et seulement 19 % a moins de 20 ans, contre 22 % en moyenne sur la ville. Cependant la présence dans son périmètre de maisons de retraite et de résidences privées pour personnes âgées explique en partie sa position leader au sein des quartiers de Nantes pour la part des 75 ans ou plus et sa moyenne d’âge élevée.
Le taux de chômage du quartier (5,8 % des actifs au recensement de 1999), plus élevé qu’en 1990, est néanmoins le plus faible des quartiers de Nantes. La population comporte, par rapport à la moyenne municipale, plus d’étudiants.
Les catégories socio-professionnelles d’actifs les plus nombreuses dans le quartier Hauts Pavés-Saint-Félix sont les professions intermédiaires puis les cadres et professions intellectuelles supérieures. Leur effectif est en forte hausse. La part de ces deux catégories ainsi que celle des artisans, commerçants et chefs d’entreprise se situent au-dessus de la moyenne communale. Parmi les professions sur-représentées dans le quartier : les professions libérales, les enseignants et les professions scientifiques, les commerçants, les cadres et les ingénieurs d’entreprises.

### Quartier 5: Malakoff  - Saint-Donatien
Composé des micro-quartiers suivants : les Agenêts, Caserne Mellinet, le Coudray, Coulmiers-jardin des Plantes, Dalby, Richebourg-Saint-Clément, Malakoff, le Vieux Malakoff, Saint-Donatien, Toutes-Aides, et Waldeck-Sully.
Le quartier Malakoff - Saint-Donatien est également très contrasté : très jeune et comprenant des familles nombreuses sur la cité Malakoff, beaucoup moins dense et moins familial sur Saint-Donatien. La création de logements, de commerces et d’équipements publics dans la Zac Sully, proche du centre-ville, a permis d’atténuer les clivages démographiques. D’autre part, retenu au titre des grands projets de ville, Malakoff/Pré Gauchet fait actuellement l’objet d’un programme de profonde transformation urbaine.
Avec 31 635 habitants soit 11,7 % de la population nantaise, il est le troisième quartier de la ville. La composition par âge du quartier n’est pas très éloignée de celle de Nantes. Le quartier a cependant moins vieilli que la ville et affiche une légère sur-représentation des moins de 50 ans due principalement à la classe d’âge 15-24 ans. La moitié de la population a moins de 30 ans.
Malakoff - Saint-Donatien, très hétérogène en termes d’habitat, intègre dans ses différents micro quartiers toutes les catégories de population. De ce fait, la composition sociale et la répartition entre actifs et inactifs du quartier est proche de la moyenne de la ville. Il en est de même du taux de chômage.

### Quartier 6: Île de Nantes
Composé des micro-quartiers suivants : île Beaulieu, Beaulieu-Mangin, République-Les Ponts et Sainte-Anne-Zone portuaire.
Ce quartier insulaire peuplé de 13 110 habitants situé entre le centre-ville et le sud de la ville a vocation à devenir un véritable cœur d’agglomération. Sa transformation de longue haleine devrait aboutir au doublement de sa population d’ici 2020, à son ouverture sur le fleuve et à l’accueil de grands équipements de recherche, culturels et universitaires de dimension régionale. À l’ouest, la reconversion de certains sites comme la gare de l’État, les opérations d’amélioration de l’habitat, et les mouvements de construction ont commencé à modifier le secteur ancien de l’île, un des plus emblématiques quartiers ouvriers nantais.
L'extrême densification en cours de l'île a permis de répondre à une demande croissante de logements sur l'agglomération. L'explosion immobilière a donc accru le problème d'engorgement des axes qui traversent l'île du sud au nord, et de l'est à l'ouest. La circulation sur l'île est par conséquent régulièrement congestionnée aux heures d'entrée et de sortie des bureaux.
Comme le quartier Centre-ville, l’Île de Nantes accueille beaucoup de jeunes adultes et relativement peu d’enfants et peu de personnes de plus de 50 ans. Les deux tiers de la population ont entre 20 et 49 ans. La part des 25-49 ans (43,2 %) est la plus élevée de Nantes.
C'est un quartier d’actifs, en emploi ou au chômage. Ce poids important des actifs (54,0 %) s’explique par la composition par âge de l’Île de Nantes.
Les plus nombreux parmi les actifs ayant un emploi sont les techniciens et les ouvriers, les employés (de commerce, mais aussi administratifs) puis les professions intermédiaires et plus particulièrement celles de la fonction publique : ce qui s'explique par la présence de nombreuses administrations sur l'île mais aussi la proximité du centre-ville.

### Quartier 7: Breil - Barberie
Composé des micro-quartiers suivants :  Beauséjour, Barberie, Breil-Malville, Carcouët, Gaudinière, Perverie, rond-point de Rennes, route de Vannes et Schuman.
Quartier d’habitat collectif sur Breil, Beauséjour et Barberie, ce secteur est surtout caractérisé par une forte proportion de logements individuels et une majorité d’habitants propriétaires.
Deux grandes opérations visant à développer ce quartier sont engagées : la reconversion en logements des entrepôts Drouin, et le projet urbain du Breil intégrant des opérations de réhabilitation sur le parc social et la restructuration du centre commercial du Breil.
L’implantation d’administrations telles que France Télécom, EDF, le ministère des affaires étrangères et plus récemment la CAF, et surtout depuis l’arrivée de la ligne 3 du tramway, qui dessert Beauséjour, Longchamp, Saint-Thérèse, etc., contribuent au maintien de l’activité de ce quartier. De nouveaux équipements se créent comme le centre hospitalier de long séjour à la Gaudinière ou une crèche collective à proximité de la CAF.
Breil - Barberie est aussi le plus âgé des onze quartiers nantais : la moitié des 22 292 habitants a plus de 38 ans. Cette situation tient à la fois à la présence en grand nombre des plus de 50 ans et à la sous-représentation des 20-49 ans, malgré la présence sur le quartier de résidences étudiantes.
Du fait de ses particularités en termes d’âge, moins d’adultes entre 25 et 49 ans, beaucoup de personnes de plus de 60 ans, le quartier Breil-Barberie abrite une majorité de personnes inactives.
La taux de chômage en 1999 (14,0 %) se situait nettement en dessous de la moyenne des onze quartiers nantais (17,8 %).
L'emplacement privilégié du quartier (proximité du centre ville et du périphérique, au nord de la Loire), autrefois composé de techniciens et employés, attire aujourd'hui une population de cadres et cadres supérieurs à la recherche d'un compromis entre le cœur de ville et les communes environnantes.
À l'instar des quartiers Procé et Sainte-Thérèse, la pyramide des âges du quartier Beauséjour favorise l'arrivée d'une population plus jeune de familles attirées par la possibilité d'acquérir une maison à deux pas du centre ville et des parcs de Procé et du Val de Chézine. Cet engouement pour le quartier est fortement favorisé par la densité des transports, des commerces et des services (médecins, kinésithérapeutes, écoles).

### Quartier 8: Nantes Nord
Composé des micro-quartiers suivants : Boissière, Bourgeonnière-Petit Port, Bout des Landes, Bout des Pavés-Chêne des Anglais, Chauvinière, Hauts de Gesvre, Jonelière-Université, pont du Cens-Côte d'or et Santos-Dumont.
L'arrivée de la seconde ligne de tramway a été fédératrice d’aménagements urbains et d’opérations ponctuelles de logements dans ce quartier situé sur la rive nord du Cens, conduisant à une croissance de 1 300 habitants sur la décennie. Les quartiers d’habitat social (Boissière, Santos Dumont, Bout des Pavés), à l’instar des autres quartiers HLM de la ville, perdent en population.
Le quartier Nantes Nord regroupe 23 696 personnes soit environ un onzième de la population de la ville. Le quartier a une population jeune : la moitié des habitants ont moins de 29 ans. Il arrive en première position pour la part des moins de 25 ans (40,0 %) et en dernière position pour celle des 60 ans ou plus (14,1 %). Ceci s'explique par la présence du pôle universitaire de Nantes.
La proportion de chômeurs au sein de la population active (22,2 % au dernier recensement) est la plus élevée des quartiers nantais après celle de Bellevue-Chantenay-Sainte-Anne.
La composition sociale de Nantes Nord est assez différente de la moyenne nantaise. On y trouve relativement moins de personnes appartenant aux catégories des cadres, des professions intermédiaires, des commerçants et chefs d’entreprise et on y rencontre, plus fréquemment qu’ailleurs, des ouvriers qualifiés et non qualifiés de l’artisanat ou de l’industrie ainsi que des employés de commerce et du personnel des services directs aux particuliers.

### Quartier 9: Nantes Erdre
Composé des micro-quartiers suivants : Beaujoire-Halvêque, Chantrerie-Gachet, Éraudière-Renaudière, le Plessis Tison, Port Boyer, Ranzay-Grand Clos, Saint-Joseph de Porterie et Tortière.
Le fort potentiel foncier de ce quartier s’étendant le long de la rive gauche de l’Erdre a conduit au plus fort taux annuel de construction et conséquemment à la plus forte croissance de population sur Nantes pour la première décennie du XXIe siècle. De nombreuses ZAC ont été créées pour ouvrir les zones agricoles à l’urbanisation. Les projets d’aménagements urbains du secteur Saint-Joseph et Chantrerie (ZAC Erdre-Porterie) se poursuivent. La ZAC Bêle-Porterie étant en cours d'élaboration.
Le développement du quartier Nantes Erdre est récent et spectaculaire. Le quartier héberge, en 1999, 24 146 habitants soit 4 938 de plus qu’en 1990. La progression de la population (+ 25,7 %) est la plus forte des onze quartiers nantais et concerne toutes les tranches d’âge. Spacieux, ce quartier, reste le moins dense de Nantes.
Affichant 7,0 %, le taux de chômage est en 1999 le moins élevé de tous ceux de Nantes. Toutes les catégories sociales du quartier y ont connu une croissance de leurs effectifs depuis 1990. Néanmoins, ce sont les cadres supérieurs et les professions intermédiaires dont la progression a été la plus spectaculaire. La catégorie socioprofessionnelle la plus nombreuse est celle des employés (30,9 % des actifs en emploi).
La proximité de la zone industrielle de Carquefou permet une implantation ouvrière importante qui se renforce contrairement à d’autres quartiers.
Parmi les professions sur-représentées : les ouvriers de l’industrie, les techniciens, les employés de la fonction publique et des entreprises.

### Quartier 10: Doulon - Bottière
Composé des micro-quartiers suivants : le Bois-Briand, la Bottière, mairie de Doulon, Haluchère-Perray, Jules Verne, Le Landreau, les Mauves, Pilotière, Pin sec, boulevard des Poilus, Route de Sainte-Luce et le Vieux Doulon.
Traversé depuis 1985 par la ligne 1 du tramway, ce quartier comprend un habitat ancien individuel, des secteurs d’habitat social, et des friches maraîchères. C'est le dernier quartier Nantais où subsiste encore une faible activité agricole mais qui, cependant, tend à disparaître sous la pression foncière et les projets d'urbanismes. Ainsi, des Zac ont été utilisées pour permettre l’ouverture à l’urbanisation des derniers terrains voués autrefois à l'agriculture, comme la Zac Bottière/Chênaie en cours d'aménagement, ou la Zac Doulon-Gohards, entre l'ancien bourg du Vieux Doulon et la lisière de la commune de Sainte-Luce-sur-Loire, actuellement en gestation.
Le quartier Doulon - Bottière, 29 475 habitants, est le 4e quartier de Nantes.
Ce quartier est celui qui comptabilise les effectifs d’ouvriers ayant un emploi, mais aussi d’employés les plus importants de tous les quartiers nantais. Parmi les professions qui y sont sur-représentées : les ouvriers qualifiés de l’industrie dont la part dans la population est 1,6 fois supérieure à la moyenne, les ouvriers non qualifiés, les employés de la fonction publique et des entreprises, le personnel des services directs aux particuliers et les professions intermédiaires administratives et commerciales du secteur
privé.
Le déficit du quartier Doulon-Bottière pour la classe d’âge étudiante est particulièrement marqué, conséquence en partie de sa situation géographique.

### Quartier 11: Nantes Sud
Composé des micro-quartiers suivants : Gréneraie-Clos-Toreau, Lion d'Or-Gilarderie, Saint-Jacques-Pirmil, Saint-Jacques-Ripossière et Sèvre.
Le quartier Nantes Sud regroupe 10 422 habitants. C'est le quartier le moins peuplé de la ville, traversé par la principale pénétrante routière prolongeant l'A83 en provenance de Niort. Cette dernière révèle une grande coupure urbaine isolant le secteur d’habitat social du Clos Toreau au reste du quartier, notamment du pôle Joliot Curie. L’aménagement des berges de Sèvre, la création de cheminements piétonniers vers la rivière contribuent à conserver l’aspect « village » à l’ouest du quartier. Un grand projet de restructuration urbaine devrait modifier sensiblement son organisation.
Les catégories relativement sur-représentées dans le quartier Nantes Sud sont les employés civils et agents de services de la fonction publique, ainsi que les professions intermédiaires de la santé et du travail social. Ce constat s’explique, au moins pour partie, par la présence sur le quartier d’un important service hospitalier : l'hôpital Saint-Jacques dépendant du CHU de Nantes.
Les employés et les ouvriers sont très bien représentés mais l’effectif de ces derniers est néanmoins en recul par rapport à 1990.

## Micro-quartiers
À des fins statistiques, l'INSEE subdivise les communes de plus de 10 000 habitants en IRIS, constituant des « micro quartiers », composés d'un ensemble d'îlots contigus et homogènes, regroupant 2 000 habitants ou plus. Dans le cas de Nantes, les 11 quartiers sont ainsi subdivisés en 97 micro-quartiers,.
| Quartier                               | Micro-quartier                   | Origine du nom                                                                                 | Superficie (km²) | Population (2018) | Densité (hab./km²) |
| -------------------------------------- | -------------------------------- | ---------------------------------------------------------------------------------------------- | ---------------- | ----------------- | ------------------ |
| 1 - Centre-ville                       | Bretagne                         | Place de Bretagne, tour Bretagne                                                               | 0,19             | 1 860             | 9 649              |
| 1 - Centre-ville                       | Champ de Mars                    | Cours du Champ-de-Mars                                                                         | 0,30             | 2 331             | 7 770              |
| 1 - Centre-ville                       | Decré-Cathédrale                 | Decré, cathédrale Saint-Pierre-et-Saint-Paul                                                   | 0,45             | 6 268             | 13 943             |
| 1 - Centre-ville                       | Dobrée-Bon Port                  | Musée départemental Thomas-Dobrée, église Notre-Dame-de-Bon-Port                               | 0,32             | 4 836             | 14 969             |
| 1 - Centre-ville                       | Gloriette-Feydeau                | Île Gloriette, île Feydeau                                                                     | 0,31             | 1 735             | 5 686              |
| 1 - Centre-ville                       | Graslin-Commerce                 | Place Graslin, place du Commerce                                                               | 0,3              | 4 856             | 16 260             |
| 1 - Centre-ville                       | Guist'hau                        | Boulevard Gabriel-Guist'hau                                                                    | 0,2              | 2 640             | 13 238             |
| 1 - Centre-ville                       | Madeleine                        | Chaussée de la Madeleine                                                                       | 0,29             | 3 802             | 13 110             |
| 2 - Bellevue - Chantenay - Sainte-Anne | Boucardière-Mallève              | Parc de la Boucardière, rue de Mallève                                                         | 0,47             | 2 218             | 4 699              |
| 2 - Bellevue - Chantenay - Sainte-Anne | Cheviré-Zone portuaire           | Cheviré, port de Nantes                                                                        | 3,41             | 504               | 148                |
| 2 - Bellevue - Chantenay - Sainte-Anne | Croix Bonneau-Bourderies         | Place de la Croix-Bonneau, cité des Bourderies                                                 | 0,34             | 2 733             | 8 127              |
| 2 - Bellevue - Chantenay - Sainte-Anne | Jean-Macé                        | Place Jean-Macé                                                                                | 0,48             | 3 300             | 6 909              |
| 2 - Bellevue - Chantenay - Sainte-Anne | Lauriers                         | Place des Lauriers                                                                             | 0,43             | 4 442             | 10 433             |
| 2 - Bellevue - Chantenay - Sainte-Anne | Mairie de Chantenay              | Chantenay-sur-Loire                                                                            | 0,41             | 3 179             | 7 718              |
| 2 - Bellevue - Chantenay - Sainte-Anne | Mendès-France                    | Place Pierre-Mendès-France                                                                     | 0,34             | 3 393             | 9 858              |
| 2 - Bellevue - Chantenay - Sainte-Anne | Plessis Cellier-Roche Maurice    |                                                                                                | 0,69             | 1 965             | 2 859              |
| 2 - Bellevue - Chantenay - Sainte-Anne | Salorges-Sainte-Anne             | Les Salorges, église Sainte-Anne                                                               | 0,59             | 4 175             | 7 098              |
| 3 - Dervallières - Zola                | Bouhier                          | Place René-Bouhier                                                                             | 0,10             | 2 019             | 20 190             |
| 3 - Dervallières - Zola                | Canclaux                         | Place Canclaux                                                                                 | 0,26             | 3 127             | 12 041             |
| 3 - Dervallières - Zola                | Contrie                          | Rue de la Contrie                                                                              | 0,55             | 2 634             | 4 772              |
| 3 - Dervallières - Zola                | Dervallières-Chézine             | Dervallières, Chézine                                                                          | 0,59             | 5 165             | 8 714              |
| 3 - Dervallières - Zola                | Durantière                       | Rue de la Durantière                                                                           | 0,9              | 4 590             | 5 088              |
| 3 - Dervallières - Zola                | Gare Maritime                    |                                                                                                | 0,19             | 2 790             | 14 685             |
| 3 - Dervallières - Zola                | Grillaud-Procé                   | Ancien domaine de Grillaud, parc de Procé                                                      | 0,38             | 4 619             | 12 281             |
| 3 - Dervallières - Zola                | Joncours-Procé                   | Rue Joncours, parc de Procé                                                                    | 0,24             | 1 932             | 7 990              |
| 3 - Dervallières - Zola                | Mellinet                         | Place Général-Mellinet                                                                         | 0,2              | 1 913             | 9 584              |
| 3 - Dervallières - Zola                | Petit Bois                       | Place du Petit-Bois                                                                            | 0,19             | 2 168             | 11 617             |
| 3 - Dervallières - Zola                | Zola                             | Place Émile-Zola                                                                               | 0,72             | 6 212             | 8 578              |
| 4 - Hauts-Pavés - Saint-Félix          | Bellamy-Barbin                   | Rue Paul-Bellamy, ancien village de Barbin                                                     | 0,3              | 3 401             | 11 524             |
| 4 - Hauts-Pavés - Saint-Félix          | Hauts-Pavés                      | Rue des Hauts-Pavés                                                                            | 0,3              | 2 263             | 7 444              |
| 4 - Hauts-Pavés - Saint-Félix          | Monselet                         | Rue Charles-Monselet                                                                           | 0,54             | 5 821             | 10 704             |
| 4 - Hauts-Pavés - Saint-Félix          | Procé                            | Parc de Procé                                                                                  | 0,6              | 4 346             | 7 279              |
| 4 - Hauts-Pavés - Saint-Félix          | Rennes-Bellamy                   | Rond-point de Rennes, rue Paul-Bellamy                                                         | 0,34             | 3 226             | 9 436              |
| 4 - Hauts-Pavés - Saint-Félix          | Saint-Félix                      | Église Saint-Félix                                                                             | 0,37             | 3 992             | 10 669             |
| 4 - Hauts-Pavés - Saint-Félix          | Talensac-Pont Morand             | Marché de Talensac, place du Pont-Morand                                                       | 0,38             | 3 874             | 10 265             |
| 4 - Hauts-Pavés - Saint-Félix          | Université-Michelet              | Université de Nantes, boulevard Michelet                                                       | 0,89             | 3 404             | 3 829              |
| 4 - Hauts-Pavés - Saint-Félix          | Vannes-Saint-Pasquier            | Rond-point de Vannes, église Saint-Pasquier                                                    | 0,34             | 3 983             | 11 647             |
| 4 - Hauts-Pavés - Saint-Félix          | Viarme                           | Place Viarme                                                                                   | 0,15             | 2 468             | 17 014             |
| 5 - Malakoff - Saint-Donatien          | Agenêts                          | Rue des Agenêts                                                                                | 0,38             | 3 650             | 9 705              |
| 5 - Malakoff - Saint-Donatien          | Caserne Mellinet                 |                                                                                                | 0,44             | 1 860             | 4 185              |
| 5 - Malakoff - Saint-Donatien          | Coudray                          | Rue du Coudray                                                                                 | 0,37             | 2 884             | 7 838              |
| 5 - Malakoff - Saint-Donatien          | Coulmiers-Jardin des Plantes     | Rue de Coulmiers, jardin des Plantes                                                           | 0,47             | 4 147             | 8 792              |
| 5 - Malakoff - Saint-Donatien          | Dalby                            | Boulevard Ernest-Dalby                                                                         | 0,35             | 4 224             | 12 242             |
| 5 - Malakoff - Saint-Donatien          | Malakoff                         | Malakoff                                                                                       | 0,88             | 3 504             | 3 983              |
| 5 - Malakoff - Saint-Donatien          | Richebourg-Saint-Clément         | Rue de Richebourg, église Saint-Clément                                                        | 0,28             | 3 902             | 13 791             |
| 5 - Malakoff - Saint-Donatien          | Saint-Donatien                   | Basilique Saint-Donatien-et-Saint-Rogatien                                                     | 0,42             | 3 271             | 7 712              |
| 5 - Malakoff - Saint-Donatien          | Toutes Aides                     | Église Notre-Dame-de-Toutes-Aides                                                              | 0,3              | 1 941             | 6 515              |
| 5 - Malakoff - Saint-Donatien          | Vieux Malakoff                   | Malakoff                                                                                       | 0,69             | 2 207             | 3 220              |
| 5 - Malakoff - Saint-Donatien          | Waldeck-Sully                    | Place Waldeck-Rousseau, rue Sully                                                              | 0,32             | 3 701             | 11 703             |
| 6 - Île de Nantes                      | Beaulieu-Mangin                  | Île Beaulieu, place Victor-Mangin                                                              | 0,82             | 5 532             | 6 729              |
| 6 - Île de Nantes                      | Île Beaulieu                     | île Beaulieu                                                                                   | 1,51             | 6 347             | 4 192              |
| 6 - Île de Nantes                      | République-Les Ponts             | Place de la République, ponts Anne-de-Bretagne, Général-Audibert, Haudaudine, Victor-Schœlcher | 0,65             | 5 662             | 8 765              |
| 6 - Île de Nantes                      | Sainte-Anne-Zone portuaire       | Île Sainte-Anne, port de Nantes                                                                | 1,51             | 1 301             | 859                |
| 7 - Breil - Barberie                   | Barberie                         | Domaine de la Barberie                                                                         | 0,3              | 2 188             | 7 224              |
| 7 - Breil - Barberie                   | Beauséjour                       |                                                                                                | 0,33             | 3 646             | 10 917             |
| 7 - Breil - Barberie                   | Breil-Malville                   |                                                                                                | 0,35             | 4 141             | 11 785             |
| 7 - Breil - Barberie                   | Carcouët                         | Lycée Carcouët                                                                                 | 0,4              | 1 657             | 4 149              |
| 7 - Breil - Barberie                   | Gaudinière                       | Parc de la Gaudinière                                                                          | 0,49             | 2 929             | 5 934              |
| 7 - Breil - Barberie                   | Perverie                         | Rue de la Perverie                                                                             | 0,29             | 1 601             | 5 530              |
| 7 - Breil - Barberie                   | Rond-point de Rennes             | Rond-point de Rennes                                                                           | 0,3              | 1 941             | 6 506              |
| 7 - Breil - Barberie                   | Route de Vannes                  | Route de Vannes                                                                                | 0,54             | 4 565             | 8 525              |
| 7 - Breil - Barberie                   | Schuman                          | Boulevard Robert-Schuman                                                                       | 0,49             | 3 574             | 7 346              |
| 8 - Nantes Nord                        | Boissière                        |                                                                                                | 0,31             | 2 549             | 8 183              |
| 8 - Nantes Nord                        | Bourgeonnière-Petit Port         | Rue de la Bourgeonnière, hippodrome du Petit Port                                              | 1,26             | 4 373             | 3 472              |
| 8 - Nantes Nord                        | Bout des Landes                  | Avenue du Bout-des-Landes                                                                      | 1,29             | 2 377             | 1 845              |
| 8 - Nantes Nord                        | Bout des Pavés-Chêne des Anglais |                                                                                                | 0,59             | 4 816             | 8 190              |
| 8 - Nantes Nord                        | Chauvinière                      | Lycée Gaspard-Monge - Chauvinière                                                              | 0,3              | 1 177             | 3 956              |
| 8 - Nantes Nord                        | Hauts de Gesvre                  | Gesvre                                                                                         | 1,17             | 1 881             | 1 607              |
| 8 - Nantes Nord                        | Jonelière-Université             | Pont de la Jonelière, université de Nantes                                                     | 1,51             | 3 571             | 2 364              |
| 8 - Nantes Nord                        | Pont du Cens-Côte d'Or           | Vallée du Cens                                                                                 | 0,62             | 4 035             | 6 476              |
| 8 - Nantes Nord                        | Santos-Dumont                    | Rue Santos-Dumont                                                                              | 0,47             | 2 052             | 4 325              |
| 9 - Nantes Erdre                       | Beaujoire-Halvêque               | Beaujoire, La Halvêque                                                                         | 1,95             | 5 178             | 2 656              |
| 9 - Nantes Erdre                       | Chantrerie-Gachet                | Parc de la Chantrerie                                                                          | 2,79             | 1 792             | 643                |
| 9 - Nantes Erdre                       | Éraudière-Renaudière             | Tour de l'Éraudière, rue de la Renaudière                                                      | 1,24             | 4 171             | 3 372              |
| 9 - Nantes Erdre                       | Plessis Tison                    | Parc du Plessis-Tison                                                                          | 0,39             | 2 224             | 5 668              |
| 9 - Nantes Erdre                       | Port Boyer                       |                                                                                                | 0,24             | 2 274             | 9 436              |
| 9 - Nantes Erdre                       | Ranzay-Grand Clos                | Rue du Ranzay, rue du Grand-Clos                                                               | 0,92             | 3 158             | 3 440              |
| 9 - Nantes Erdre                       | Saint-Joseph-Bourg               | Saint-Joseph de Porterie                                                                       | 0,92             | 4 946             | 5 375              |
| 9 - Nantes Erdre                       | Saint-Joseph-Erdre               | Saint-Joseph de Porterie, Erdre                                                                | 2,70             | 4 921             | 1 820              |
| 9 - Nantes Erdre                       | Tortière                         | Pont de la Tortière                                                                            | 0,29             | 2 762             | 9 556              |
| 10 - Doulon - Bottière                 | Le Bois Briand                   | Château de Bois-Briand                                                                         | 1,9              | 1 529             | 805                |
| 10 - Doulon - Bottière                 | La Bottière                      | Bottière                                                                                       | 0,3              | 3 880             | 12 970             |
| 10 - Doulon - Bottière                 | Boulevard des Poilus             | Boulevard des Poilus                                                                           | 0,6              | 3 568             | 5 963              |
| 10 - Doulon - Bottière                 | Haluchère-Perray                 | Gare de Haluchère-Batignolles, rue du Perray                                                   | 0,9              | 4 161             | 4 604              |
| 10 - Doulon - Bottière                 | Jules Verne                      | Boulevard Jules-Verne                                                                          | 0,23             | 2 626             | 11 433             |
| 10 - Doulon - Bottière                 | Le Landreau                      | Rue du Landreau                                                                                | 0,8              | 3 695             | 4 603              |
| 10 - Doulon - Bottière                 | Mairie de Doulon                 | Doulon                                                                                         | 1,14             | 4 023             | 3 543              |
| 10 - Doulon - Bottière                 | Les Mauves                       | Boulevard de la Prairie-de-Mauves                                                              | 2,79             | 237               | 85                 |
| 10 - Doulon - Bottière                 | Pilotière                        |                                                                                                | 0,38             | 2 413             | 6 407              |
| 10 - Doulon - Bottière                 | Pin Sec                          |                                                                                                | 0,15             | 1 822             | 12 525             |
| 10 - Doulon - Bottière                 | Route de Sainte-Luce             | Route de Sainte-Luce                                                                           | 0,91             | 3 800             | 4 175              |
| 10 - Doulon - Bottière                 | Le Vieux Doulon                  | Doulon                                                                                         | 1,49             | 3 246             | 2 184              |
| 11 - Nantes Sud                        | Grêneraie-Clos Torreau           | Clos Toreau                                                                                    | 0,5              | 3 359             | 6 704              |
| 11 - Nantes Sud                        | Lion d'Or-Gilarderie             | Rue de la Gilarderie                                                                           | 0,48             | 1 839             | 3 795              |
| 11 - Nantes Sud                        | Saint-Jacques-Pirmil             | Hôpital Saint-Jacques, place Pirmil                                                            | 0,67             | 2 028             | 3 020              |
| 11 - Nantes Sud                        | Saint-Jacques-Ripossière         | Hôpital Saint-Jacques, rue de la Ripossière                                                    | 0,51             | 2 636             | 5 132              |
| 11 - Nantes Sud                        | Sèvre                            | Sèvre Nantaise                                                                                 | 0,65             | 2 451             | 3 746              |